# Ramón Colón
Ramón Colón Acevedo (Madrid, 22 marzo 1916 – 1999) è stato un calciatore e allenatore di calcio spagnolo.
In attività giocava nel ruolo di difensore. Con l'Atlético, da giocatore, vinse un campionato, mentre da allenatore, con il Real Murcia, vinse un campionato di Segunda División.

## Palmarès

### Calciatore

#### Competizioni nazionali
- Campionato spagnolo: 1

Atlético Aviación: 1939-1940

### Allenatore

#### Competizioni nazionali
- Segunda División (Spagna): 1

Murcia: 1954-1955